# Товкач Андрій Віталійович
Андрі́й Віта́лійович Товка́ч (3 квітня 1978 — 26 грудня 2017) — старший солдат Збройних сил України, учасник російсько-української війни.

## Життєпис
Народився 1978 року в поселенні Промисловий (Комсомольський район, Хабаровський край, РРФСР). З дитинства мешкав у смт Широке (Широківський район, Дніпропетровська область) — у малому віці разом із родиною переїхав до України. Закінчив Широківську школу № 1, професійно-технічне училище, здобув фах тракториста.
Мобілізований 2015 року — служив у 1-му протитанково-артилерійському дивізіоні 93-ї бригади; після демобілізації працював у Дніпрі — в «АТБ-Маркет». 2016 року повернувся до ЗСУ, служив на посаді водія — номера обслуги 138-ї бригади. Влітку 2017-го підписав контракт на службу у 25-й бригаді; старший солдат, гранатометник парашутно-десантного батальйону.
26 грудня 2017 року загинув опівдні — від смертельного вогнепального поранення під час обстрілу зі стрілецької зброї опорного пункту «Шахта» (вентиляційний ствол шахти «Бутівка-Донецька»).
29 грудня 2017-го похований у смт Широке поряд із могилою матері.
Без Андрія лишились батько, цивільна дружина, дві доньки (від двох шлюбів), брат та сестра.

## Нагороди та вшанування
- Указом Президента України № 42/2018 від 26 лютого 2018 року «за особисту мужність і самовіддані дії, виявлені у захисті державного суверенітету та територіальної цілісності України, зразкового виконання військового обов'язку» — нагороджений орденом «За мужність» III ступеня (посмертно)[1].
- Вшановується в меморіальному комплексі «Зала пам'яті», в щоденному ранковому церемоніалі 26 грудня[2][3].